# Folkrörelsen mot Flygplats på Södertörn
Folkrörelsen mot Flygplats på Södertörn, FFS, ideell förening bildad i syfte att protestera mot den storflygplats som planerades i västra Grödinge (mellan Botkyrka kommun och Södertälje kommun). 
Den 20 februari 1997 fick Luftfartsverket i uppdrag av Sveriges regering att utreda flygplatsfrågan i Stockholmsregionen på lång sikt.
I den utredningen togs ett förstahandsförslag fram som kallades "Hall", vilket gick ut på att man skulle bygga ett helt nytt flygfält på Södertörn, högst uppe på ett berg vid Klippsta i Grödinge (väster om Grödinge kyrka).